# Eisden-Tuinwijk
Eisden-Tuinwijk (ook: Eisden-Cité) is een wijk van Eisden (Maasmechelen), gelegen in de Belgische provincie Limburg. De tuinwijk werd in de 20e eeuw gebouwd ten behoeve van de arbeiders van de Steenkoolmijn van Eisden, die in 1923 in productie werd genomen.

## Geschiedenis

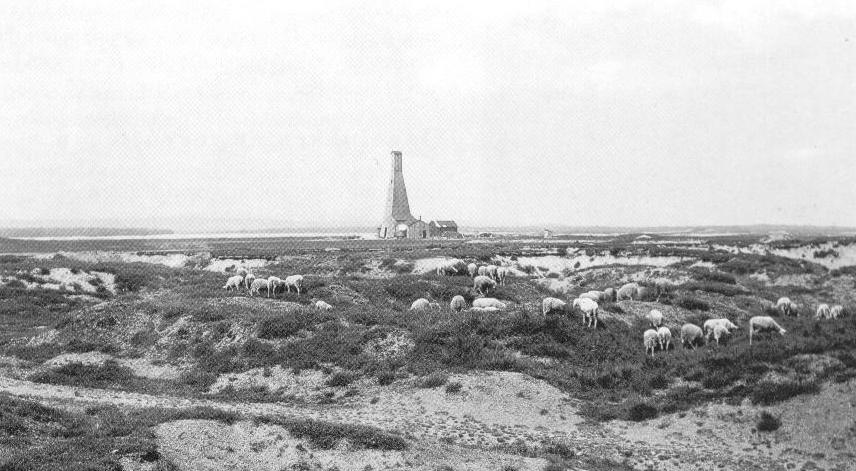
Het landschap waar later de cité werd gebouwd

Vanaf 1908 begon de mijnmaatschappij met de aankoop van gronden. Er was voorzien in uiteindelijk 4000 personeelsleden voor elke mijnzetel. De mensen moesten voor een belangrijk deel door immigratie worden aangetrokken en er moesten vele woningen worden gebouwd. Op aanwijzing van Léon Jaminé, die provinciaal architect was, werd in cité's voorzien ten zuidwesten van de mijn, waar de minste luchtvervuiling was. De loopafstand bedroeg ongeveer 1500 meter.
In 1911 begon de bouw. Er werden woningen voor Waalse specialisten gebouwd die de schachten moesten delven. Daarna werden vier ingenieursvilla's en de directeurswoning gebouwd, de laatste in een klein park gelegen. In 1914 waren 110 woningen gereed. De Koninginnelaan, aangelegd in 1911, vormt de centrale as die de mijn en de wijk met het bestaande wegennet ging verbinden. Een andere belangrijke laan is de Zetellaan.

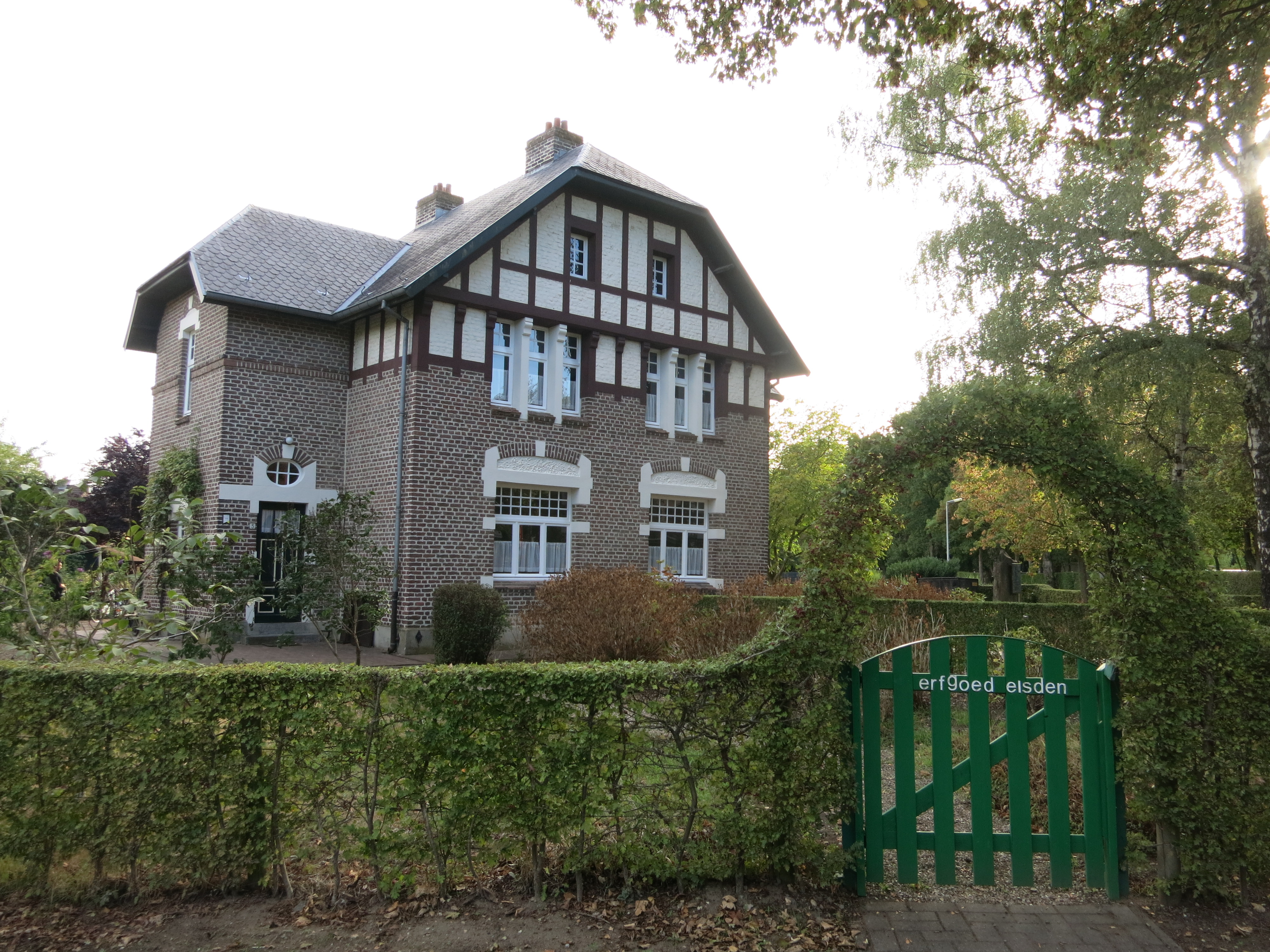
Tweegezinswoning uit 1925. Later kwam hierin het Museum van de Mijnwerkerswoning.

Na de Eerste Wereldoorlog werden in 1919 nog enkele woningen gebouwd, maar pas in 1923 kan men van een tweede bouwfase spreken, die nu een meer planmatig karakter kreeg. Ook begon men in 1923 aan de bouw van een centrum, dat echter slechts gedeeltelijk werd gerealiseerd. Wel kwamen een jongens- en meisjesschool, een klooster (1934) en de monumentale Sint-Barbarakerk (1937) gereed. Ten gevolge van de Tweede Wereldoorlog, en de kolencrisis (1958) kwamen echter de plannen voor openbare bebouwing ten noorden van het centrale plein niet van de grond. Ook de wijk werd in een andere dan de voordien geplande richting uitgebreid. Doordat de mijndirectie de autonome ontwikkeling van middenstand niet toestond, ontwikkelde deze zich enigszins buiten het centrum, in de Pauwengraaf.
Door de ontwikkelingen in de geschiedenis van de wijk is deze niet geheel planmatig van opzet. Wel zijn er een aantal kenmerken van een tuinwijk, zoals de laanbomen langs de straten en de grote privé-tuinen.
Een aantal gebouwen in deze wijk hebben de monumentenstatus.

## Galerij

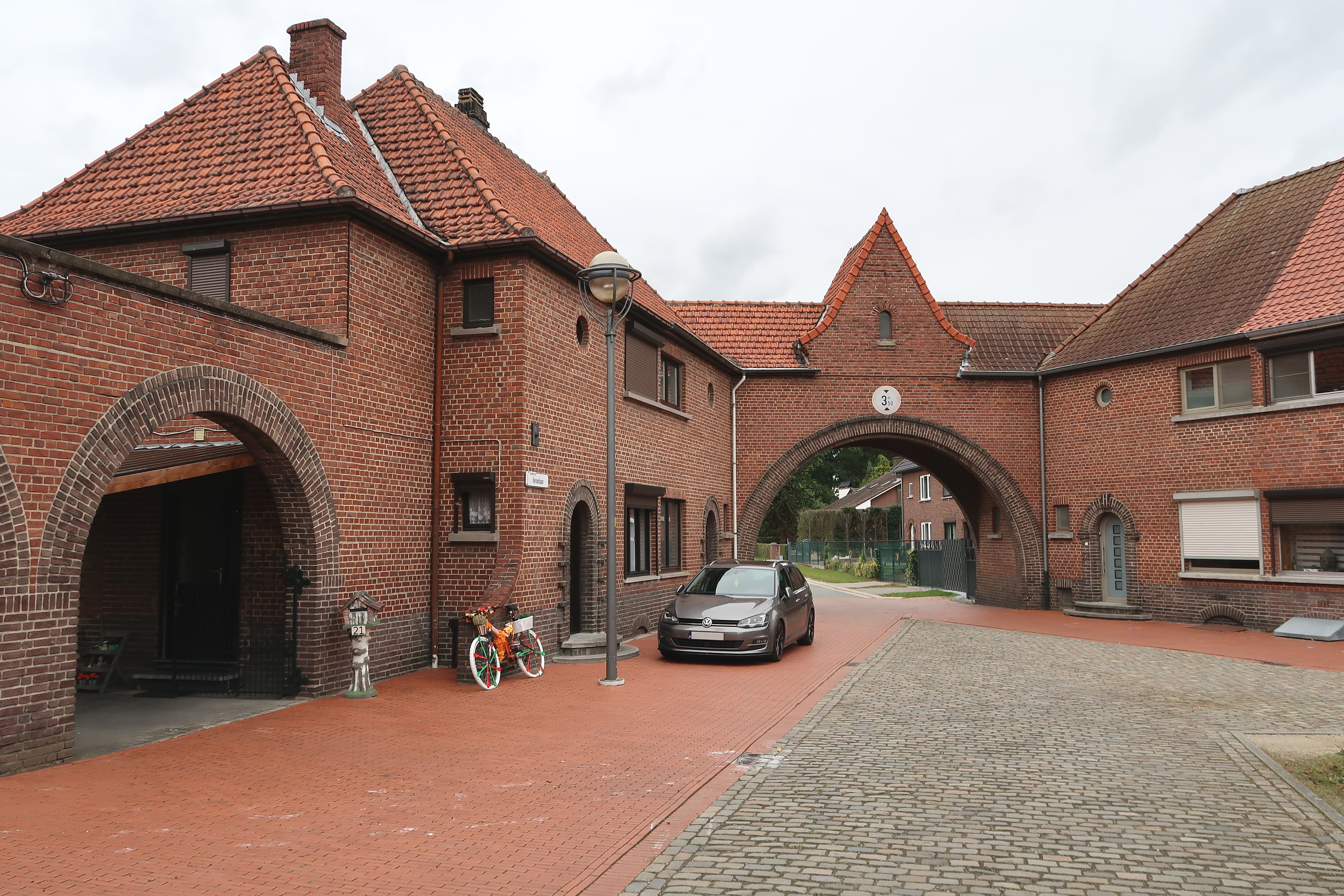
Poorthuis Kersenlaan (1936)
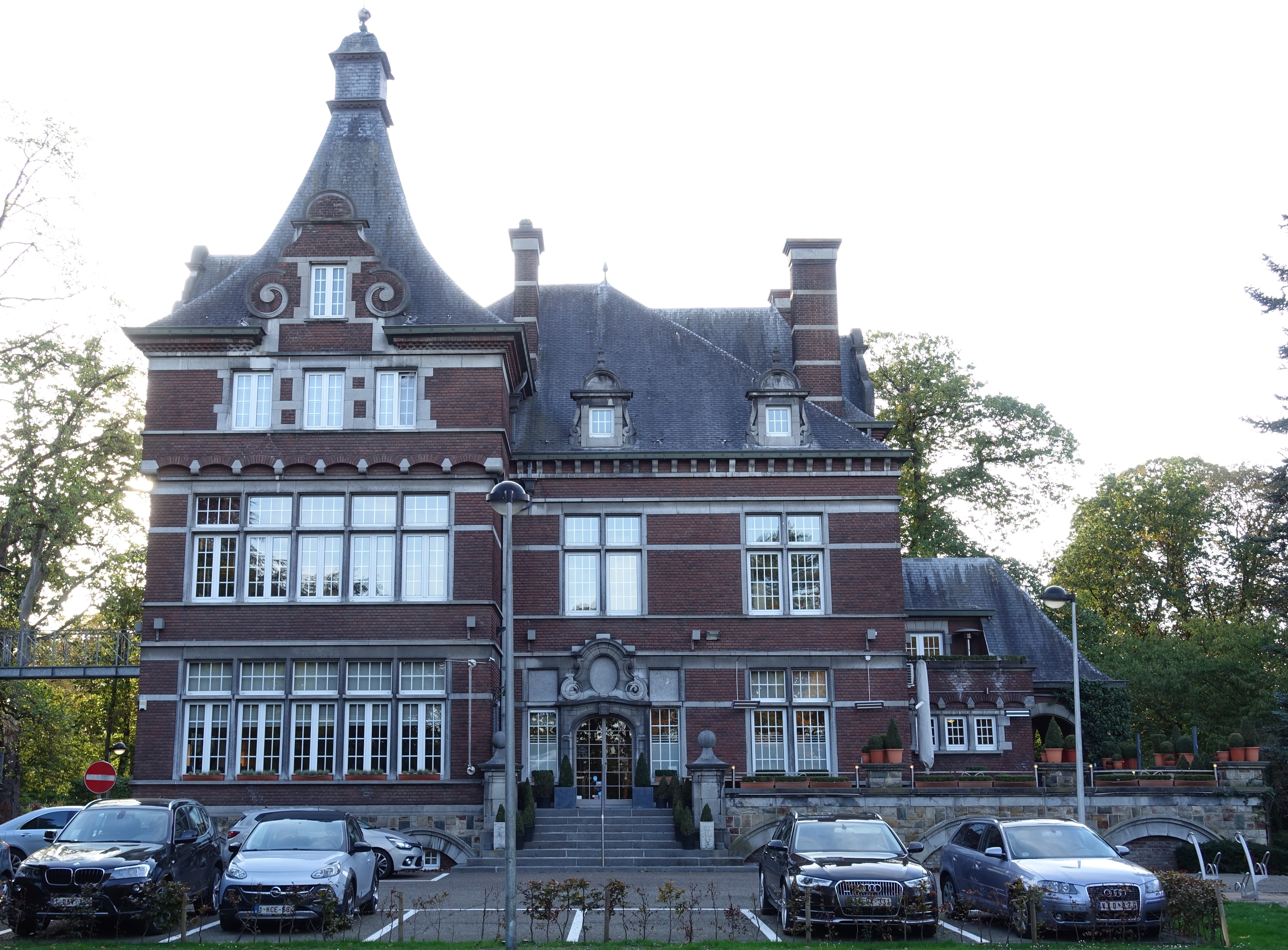
Directeurswoning (1912)
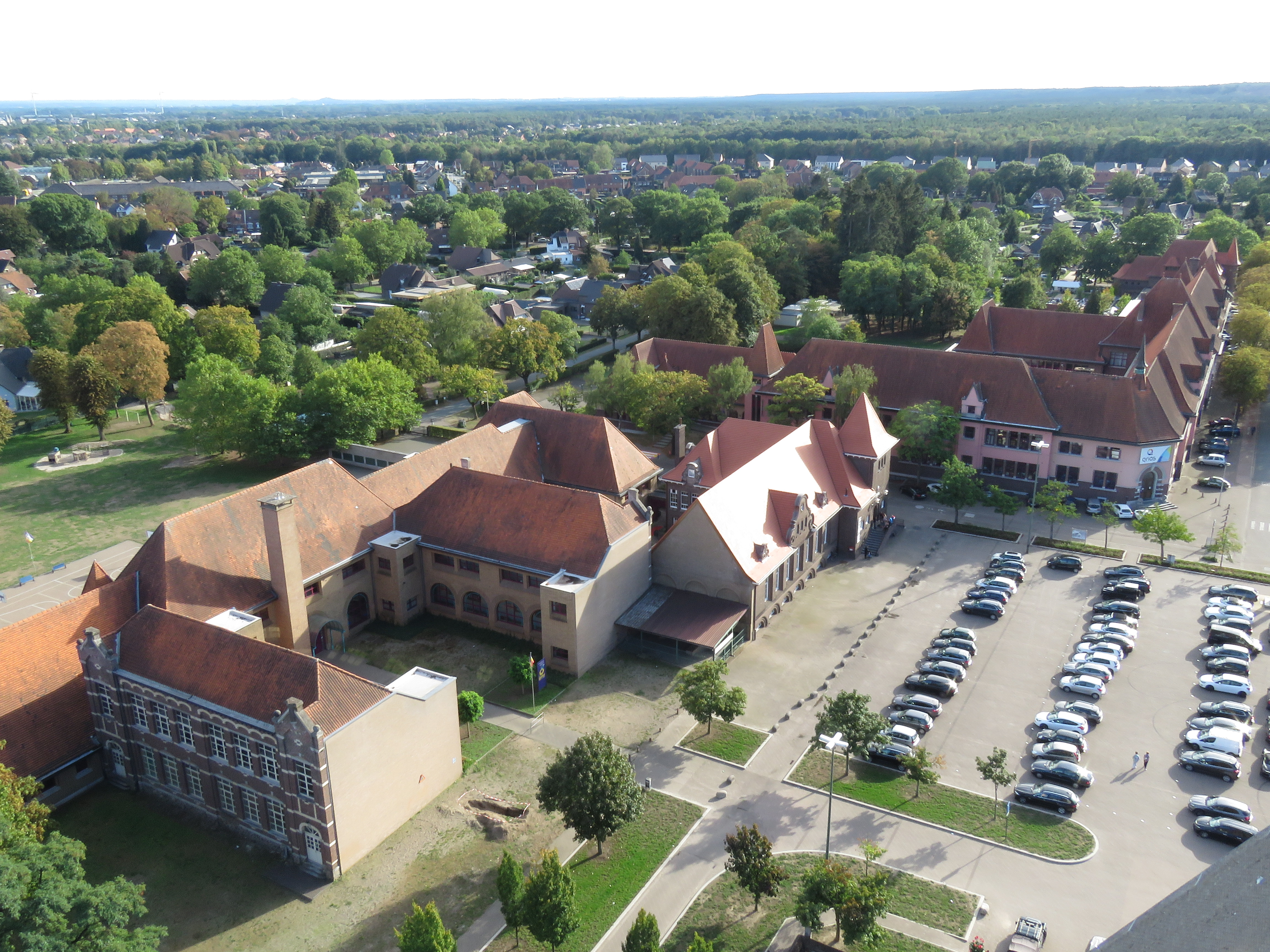
Jongensschool (1925) en Meisjesschool (1934)
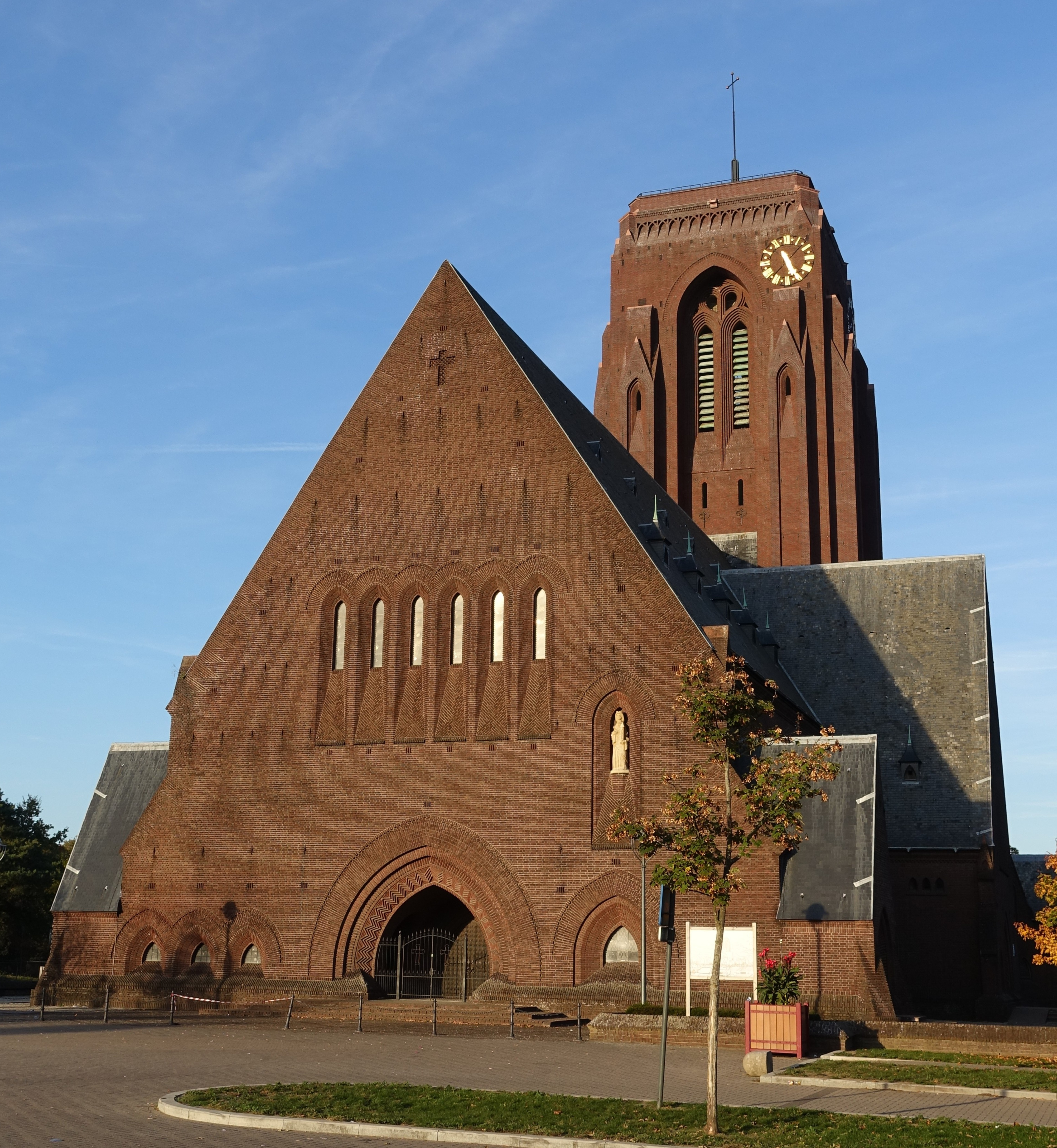
Sint-Barbarakerk (1937)
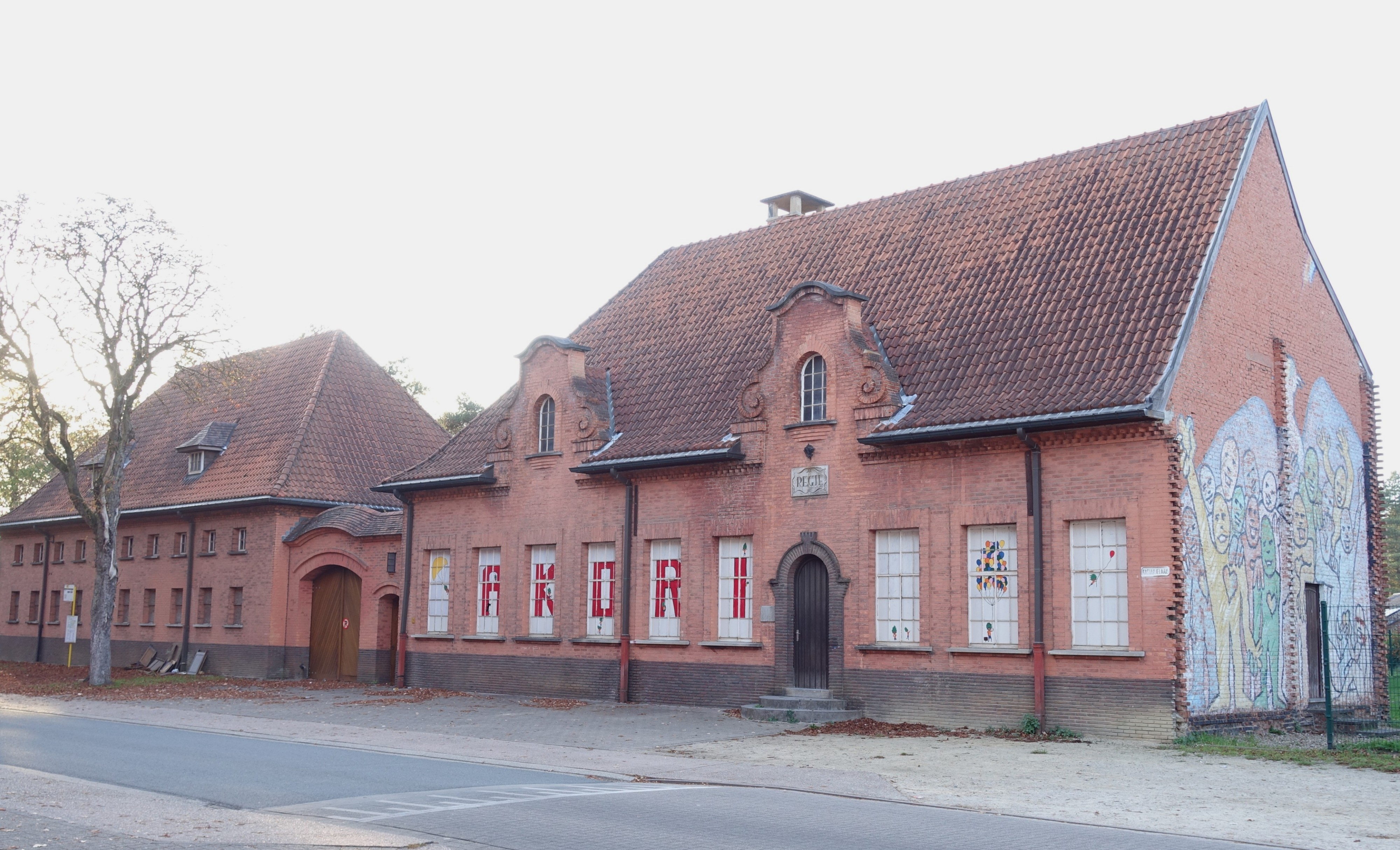
Regiegebouw (1948) voor de diensten van de koolmijn voor de wijk
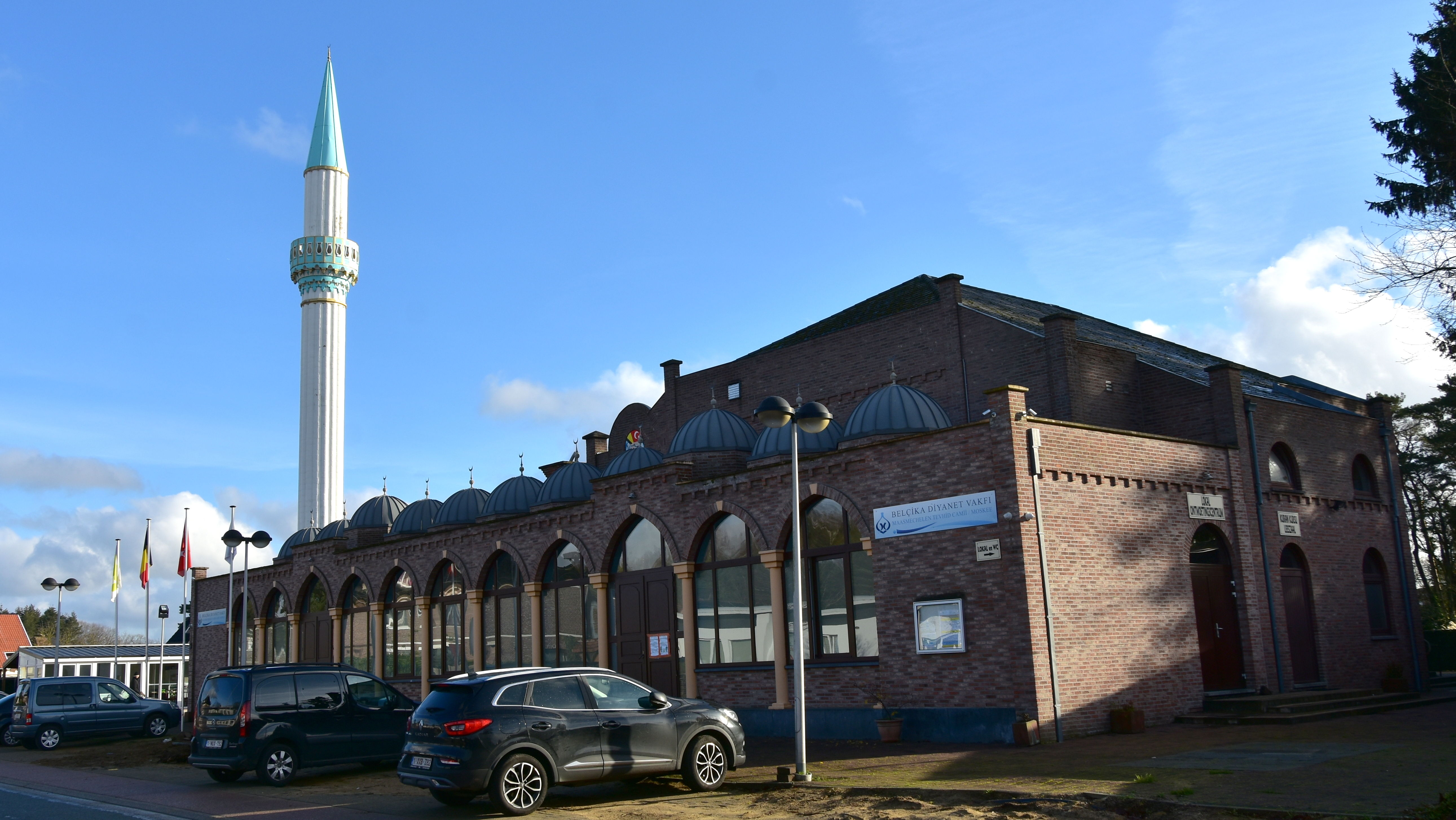
Tevhid-moskee
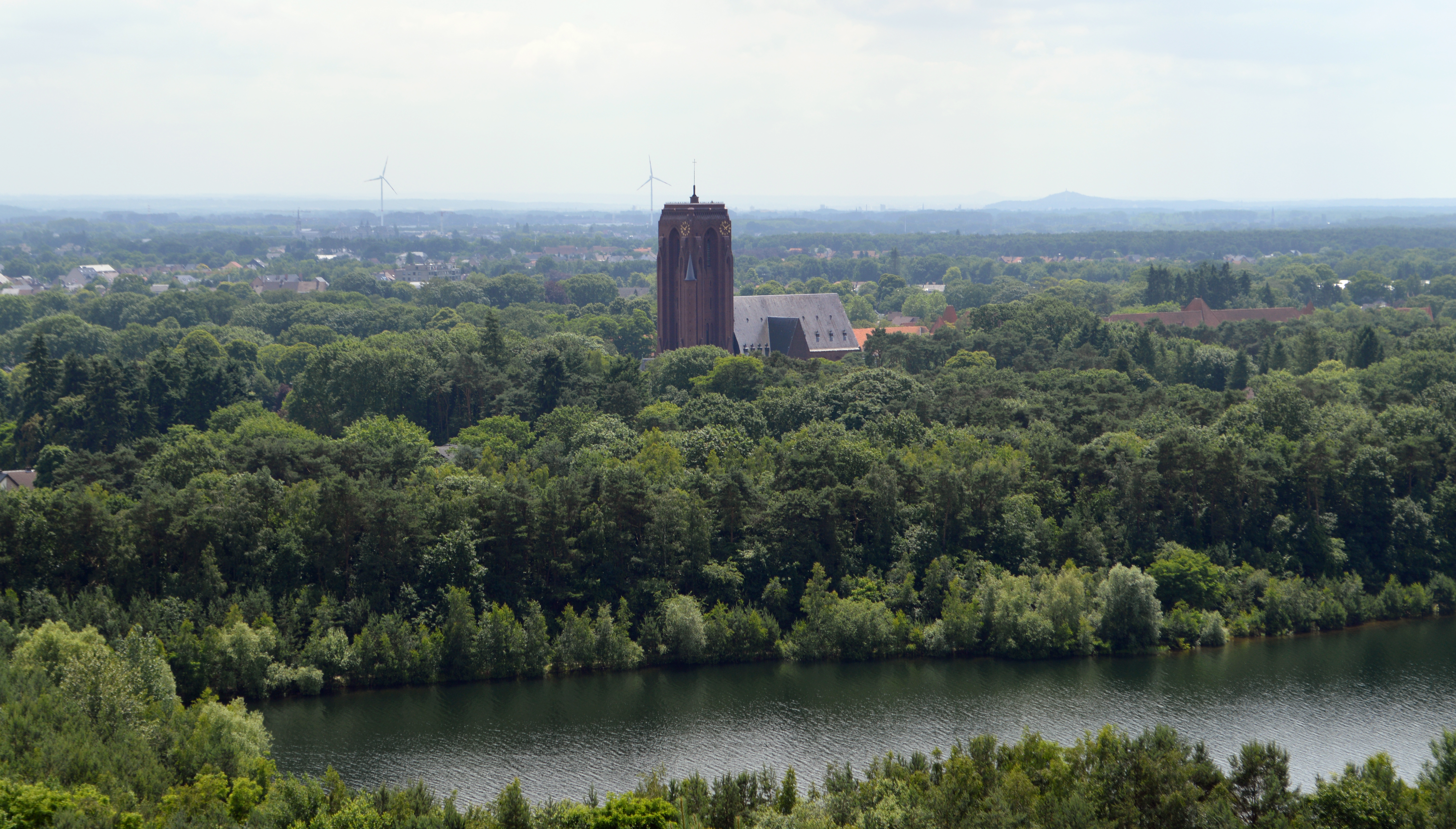
Zicht op Eisden-Tuinwijk vanaf Terhills

Deelgemeenten: Boorsem · Eisden (Dorp · Tuinwijk) · Leut · Mechelen-aan-de-Maas · Meeswijk · Opgrimbie · Uikhoven · Vucht

Overige kern: Kotem

Belgische gemeenten · Arrondissement Tongeren · Limburg · Vlaanderen